# USS Pennsylvania (BB-38)
«Пенсильвания» (англ. USS Pennsylvania (BB-38)) — головной американский линкор типа «Пенсильвания».
Он был третьим кораблем ВМС США, названным в честь штата Пенсильвания.
«Пенсильвания» была заложена 27 октября 1913, Newport News Shipbuilding and Dry Dock Company, Ньюпорт-Ньюс, штат Вирджиния. Корабль был спущен на воду 16 марта 1915, бутылку о борт линкора разбила Элизабет Колб. «Пенсильвания» вступил в состав флота 12 июня 1916 первым капитаном нового линкора был назначен капитан Генри Б. Уилсон.

### Служба в довоенный период
С момента ввода в строй корабль пользовался, как флагман ВМС США. В 1917 году корабль посетил русский адмирал А. В. Колчак.

#### Служба в ходе Второй мировой войны
«Пенсильвания» во время нападения на Пёрл-Харбор находился в сухом доке и получил попадание 250-кг бомбы в носовую правого борта (погибло 9 человек). От загоревшегося топлива на стоящих в том же доке эсминцах у «Пенсильвании» сильно обгорела носовая часть. В ходе налёта погибло 18 человек. 29 декабря корабль прибыл в Сан-Франциско для ремонта и модернизации, где был включен в состав TF.1 (линейные силы Тихоокеанского флота США). В августе 1942 г. в составе соединения «Пенсильвания» перешел в Пёрл-Харбор. 11-18 1943 г. мая линкор поддерживал высадку десанта на остров Атту, 12 мая безуспешно атакован японской подводной лодкой ɪ-31. 1-16 августа участвовал в операции «Коттедж» (высадка на о. Кыска).  Также «Пенсильвания» принимал участия в следующих операциях: «Гальваник» (10 ноября), «Флинтлок» (высадка на атолл Кваджалейн 31 января 1944 г. ). «Кэтчпол» (вторжения на марианские о-ва 10 июня). Линкор участвовал в бою в проливе Суригао. За три дня до капитуляции Японии на якорной стоянке в заливе Бакнер корабль был атакован одиночным G4M. 18 августа, с помощью двух буксиров линкор вышел на о. Гуам для докового ремонта, в конце октября перешел в Бреметон. За участие в боевых действиях заслужил 8 боевых звезд.

##### Испытание ядерного оружия
В феврале 1946 года выделен для участия в испытании ядерного оружия на атолле Бикини. В 1948 году затоплен у атолла Кваджалейн. Были открыты кингстоны после чего линкор вскоре опрокинулся на борт и затонул.

## Изображения

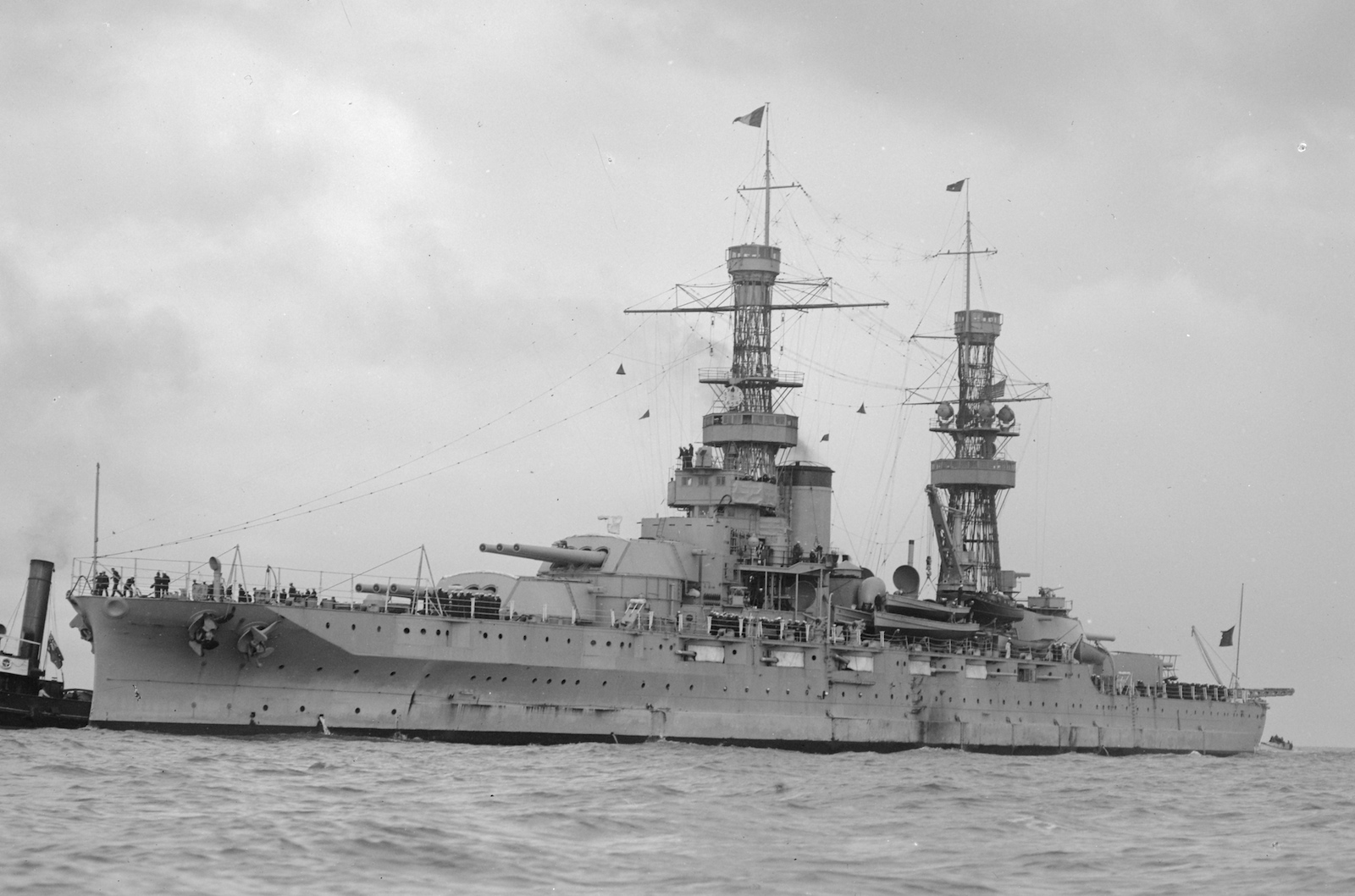
USS Пенсильвания во время посещения Австралии в 1925
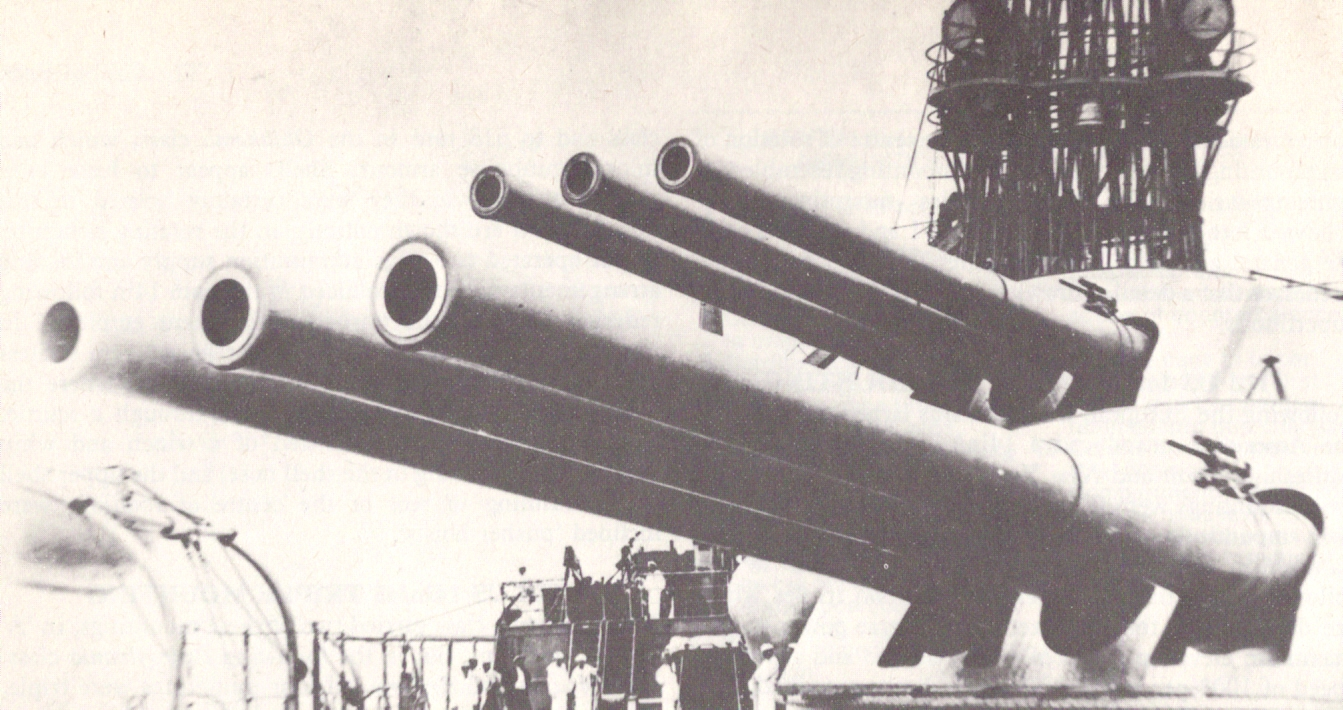
́14-дюймов (356 мм) орудия Пенсильвании в начале своей карьеры.
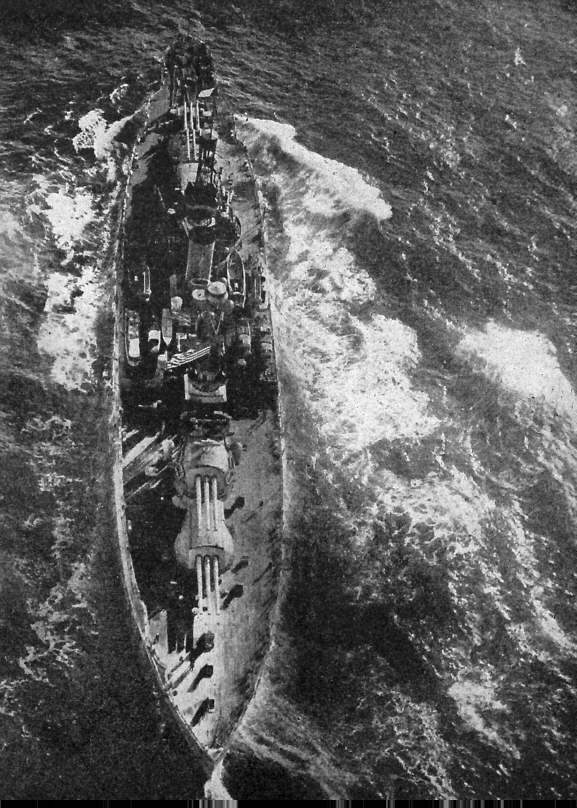
Вид с воздуха Пенсильвании.
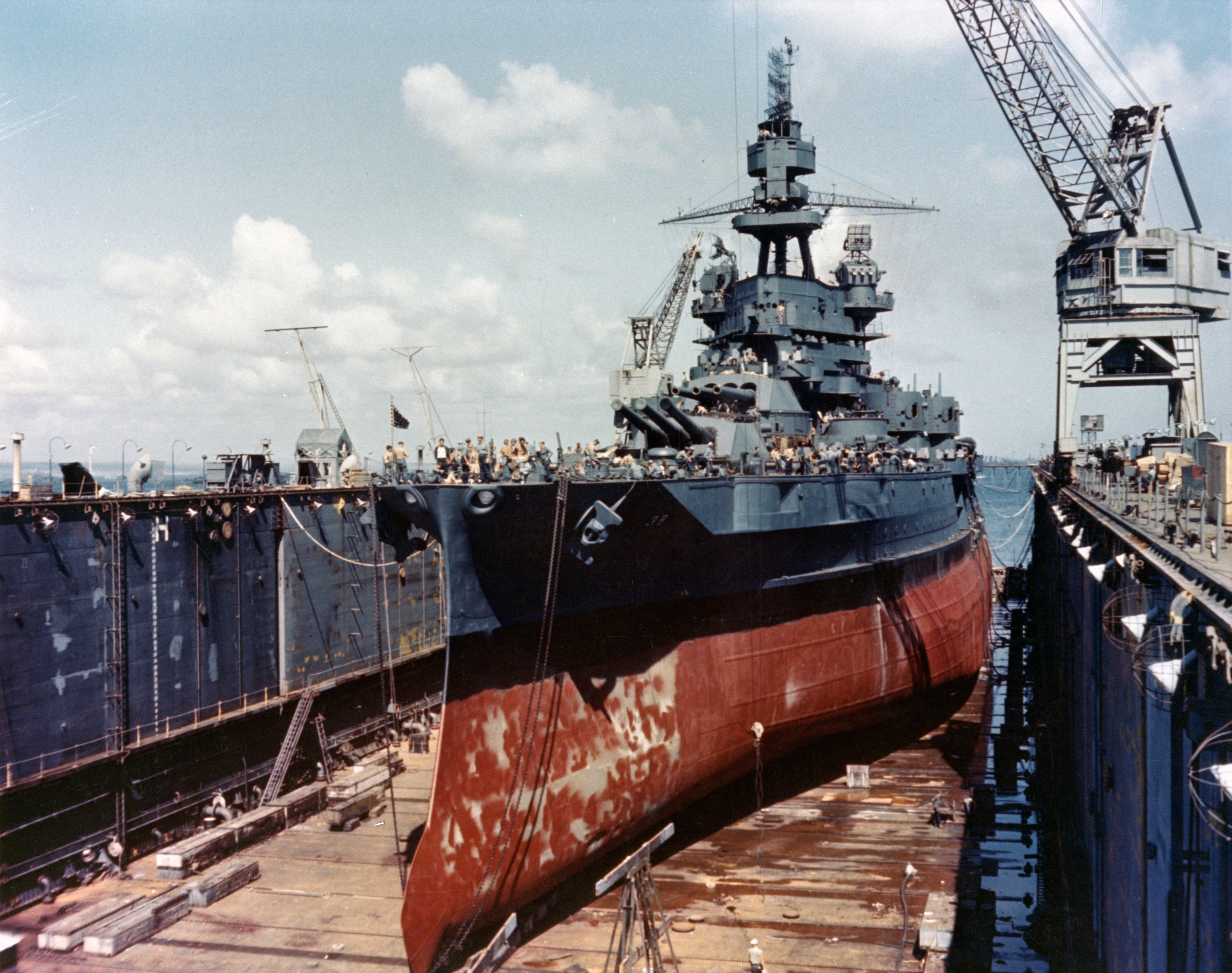
Пенсильвания в сухом доке 1944